# Nican
Nican (hebrejsky ניצן, doslova „Poupě“, v oficiálním přepisu do angličtiny Nizzan přepisováno též Nitzan) je vesnice typu společná osada (jišuv kehilati) v Izraeli, v Jižním distriktu, v Oblastní radě Chof Aškelon.

## Geografie
Leží v nadmořské výšce 43 metrů v pobřežní nížině, v regionu Šefela. Nachází se na rozmezí pásu intenzivně zemědělsky využívané krajiny a pruhu písečných dun lemujících pobřeží (Park ha-Cholot), kterým směrem k moři protéká vádí Nachal Evta.
Obec se nachází 3 kilometry od břehu Středozemního moře, cca 40 kilometrů jihojihozápadně od centra Tel Avivu, cca 58 kilometrů jihozápadně od historického jádra Jeruzalému a 10 kilometrů severovýchodně od města Aškelon. Nican obývají Židé, přičemž osídlení v tomto regionu je etnicky převážně židovské.
Nican je na dopravní síť napojen pomocí dálnice číslo 4, jež vede podél západního okraje osady. S ní paralelně probíhá i železniční trať z Tel Avivu do Aškelonu. Ta zde ale nemá stanici.

## Dějiny
Nican byl založen v roce 1949. Předtím, v letech 1943-1948, zde bylo původní místo kibucu Nicanim, který byl ale během války za nezávislost v roce 1948 místem těžkých bojů. Egyptská invazní armáda se tudy pokoušela o průnik do pobřežní nížiny směrem k Tel Avivu. Vesnice byla dočasně dobyta Egypťany a zdejší osadníci se museli stáhnout, nakonec ovšem oblast ovládla izraelská armáda. Nicméně po válce byl kibuc Nicanim zřízen v jiné lokalitě, cca 2 kilometry jihovýchodním směrem odtud.
Na uprázdněné ploše vznikla roku 1949 mládežnická vesnice Nican. Ta zde fungovala až do roku 1990, kdy byla zrušena. Roku 1998 pak na jejím místě byla zřízena nynější společná osada Nican obývaná stoupenci náboženského sionismu. Ve vesnici fungují mateřské školy, klubovna hnutí Bnej Akiva, synagoga a mikve. V blízkosti se nachází turisticky využívaná pláž.
Po roce 2005 prošel Nican rapidní stavební expanzí, protože východně a severně od původní vesnice s několika stovkami obyvatel vyrostl obytný komplex Nican Bet obývaný několika tisíci Židy evakuovanými v rámci plánu jednostranného stažení z osad v pásmu Gazy. Tato nová rezidenční část tvořená montovanými rodinnými domky má ovšem administrativně charakter samostatné obce a není populačně zahrnována do osady Nican.

## Demografie
Podle údajů z roku 2014 tvořili naprostou většinu obyvatel v Nican Židé (včetně statistické kategorie "ostatní", která zahrnuje nearabské obyvatele židovského původu ale bez formální příslušnosti k židovskému náboženství).
Jde o menší obec vesnického typu s dlouhodobě rostoucí populací. K 31. prosinci 2014 zde žilo 1665 lidí. Během roku 2014 populace stoupla o 27,2 %. Mnohatisícová populace v přílehajícím Nican Bet je od roku 2007 evidována samostatně.
| Rok            | 1961 | 1972 | 1983 | 1995 | 2001 | 2003 | 2004 | 2005 | 2006 | 2007 | 2008 | 2009 | 2010 | 2011 | 2012 | 2013 | 2014 |
| -------------- | ---- | ---- | ---- | ---- | ---- | ---- | ---- | ---- | ---- | ---- | ---- | ---- | ---- | ---- | ---- | ---- | ---- |
| Počet obyvatel | 298  | 303  | 308  | 105  | 422  | 472  | 515  | 1127 | 2695 | 621  | 613  | 556  | 657  | 1062 | 1193 | 1309 | 1665 |